# Lake Park (Flórida)
Lake Park é uma vila localizada no estado americano da Flórida, no condado de Palm Beach. Foi incorporada em 1921.

## Geografia
De acordo com o United States Census Bureau, a vila tem uma área de 6,1 km², onde 5,6 km² estão cobertos por terra e 0,5 km² por água.

### Localidades na vizinhança
O diagrama seguinte representa as localidades num raio de 8 km ao redor de Lake Park.

## Demografia
Segundo o censo nacional de 2010, a sua população é de 8 155 habitantes e sua densidade populacional é de 1 444,34 hab/km². Possui 3 742 residências, que resulta em uma densidade de 662,75 residências/km².